# Kyrkan vid Vasaparken, Norrköping
Kyrkan vid Vasaparken, tidigare Immanuelskyrkan, är en kyrkobyggnad på Södra Promenaden i Norrköping, Sverige, uppförd på uppdrag av Immanuelskyrkans församling och invigd 1956. Kyrkan är byggd i modern stil med utrymmen för servering och barn- och ungdomsverksamhet i källarvåningen. Arkitekt var Sten Carlquist och byggkostnaden 1,5 miljoner kronor.

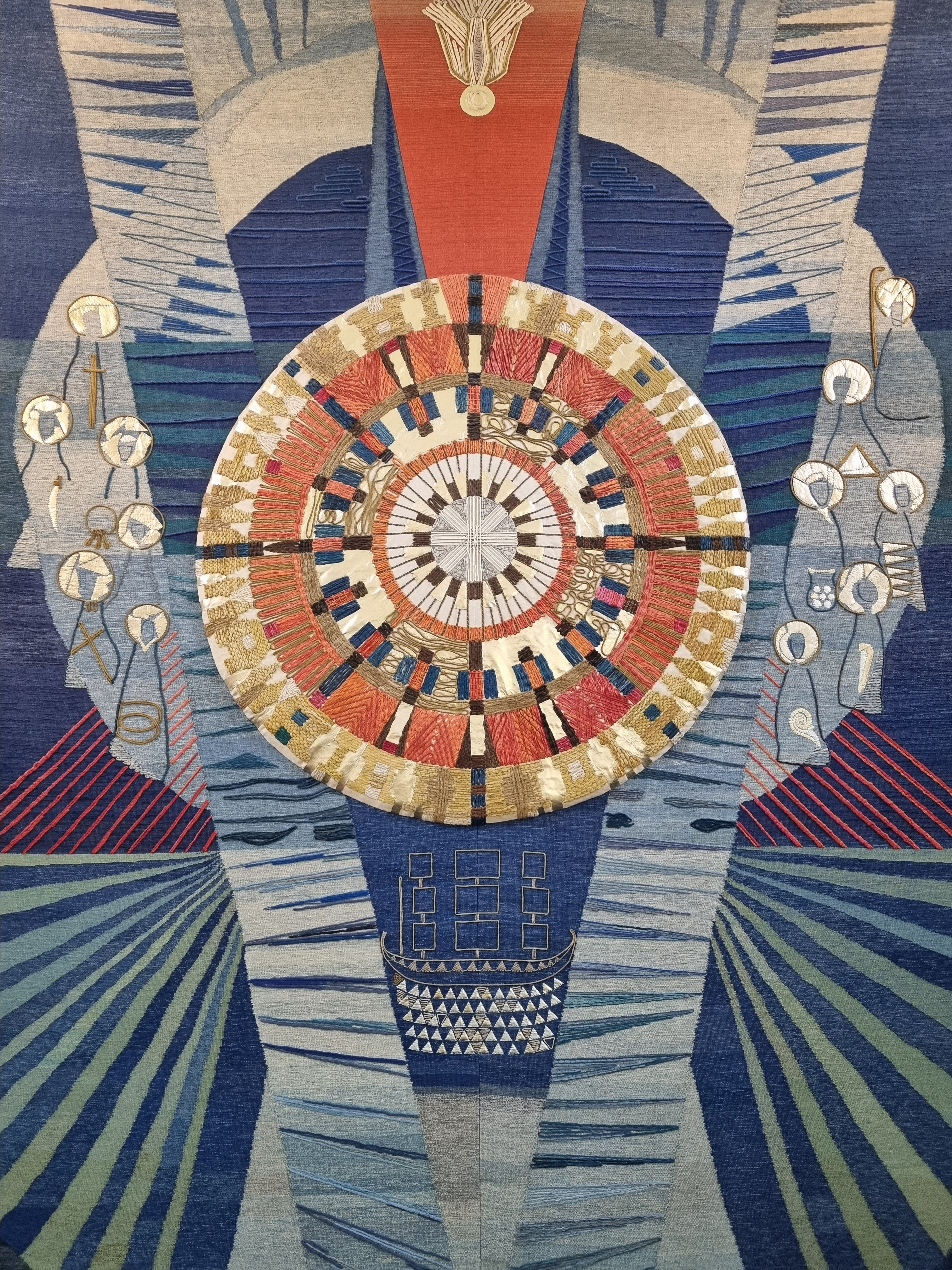
Odelqvist-Kruses altaruppsats, Hela jorden är full av Hans härlighet, 1975.

I koret finns en gobeläng, Hela jorden är full av Hans härlighet, komponerad av Anna Odelqvist-Kruse och vävd på Ateljé Libraria.
Sedan 2020 har de båda församlingarna Baptistförsamlingen Saron-Korskyrkan, Norrköping (ansluten till Evangeliska Frikyrkan) och Norrköping Vineyard (ansluten till Vineyard Norden) tagit över ägande och drift av kyrkobyggnaden.
Immanuelskyrkans församling fortsatte att verka i byggnaden fram till 2023-03-12, då församlingen upphörde.
Byggnaden fick en ny skylt med den nya namnet Kyrkan vid Vasaparken 2025-04-05.

## Orgel
Orgeln byggdes 1956 av Marcussen & Søn Aabenraa, Danmark. Den renoverades 2015 av Bergenblad & Jonsson Orgelbyggeri. Orgeln är helmekanisk, med 17 stämmor fördelat på två manualer och pedal. Det finns en tremulant för hela orgeln. Orgeln såldes till Motala församling och monterades ned 2023-06-03.
| Huvudverk I   | Svällverk II | Pedal          | Koppel |
| Rörflöjt 8'   | Gedackt 8' | Subbas 16'     | I/P    |
| Principal 4'  | Rörflöjt 4' | Gedackt 8'     | II/P   |
| Waldflöjt 2'  | Principal 2' | Koppelflöjt 4' | II/I   |
| Mixtur 4 chor | Nasat 1 1⁄3' | Kvintadena 2'  |        |
| Dulcian 8'    | Sesquialtera 2 chor                                                                                                 | Fagott 16'     |        |
|               | Sivflöjt 1' (vid renoveringen 2015 gjordes Cymbel 2 chor om till en Sivflöjt 1' men registerandraget ändrades inte) | Vox humana 4'  |        |
|               | Crescendosvällare                                                                                                   |                |        |

### Fotnoter
1. ↑  Sara Segraeus (19 september 2015). ”Kulturbärande kyrka firar”. Folkbladet. Arkiverad från originalet den 11 oktober 2016. https://web.archive.org/web/20161011060532/http://www.folkbladet.se/kultur-noje/kulturbarande-kyrka-firar-8647378.aspx. Läst 10 oktober 2016.
2. ↑  Loos, Viggo; Lutteman, Sven (1976). ”I. Det religiösa livet”. i Björn Helmfrid, Salomon Kraft. Norrköpings Historia VI 1914-1970. "15 Kulturen i Norrköping 1914-1970". sid. 9-11. Läst 10 oktober 2016
3. 1 2  ”Immanuelskyrkan”. www.immanuelnorrkoping.se. Arkiverad från originalet den 7 mars 2023. https://web.archive.org/web/20230307163928/https://www.immanuelnorrkoping.se/immanuelnorrkoping/extern/immanuelskyrkan.htm. Läst 7 mars 2023.
4. ↑  [|Manfredh, Thomas] (31 januari 2020). ”Här ska tre församlingar flytta ihop”. Dagen (Felicia Ferreira). https://www.dagen.se/nyheter/har-ska-tre-forsamlingar-flytta-ihop-1.1656959. Läst 22 februari 2020.
5. ↑  Virro, Sandra (31 januari 2020). ”Nu flyttar kyrkorna ihop – med en parad”. Norrköpings Tidningar (Maria Kustvik). https://www.nt.se/nyheter/norrkoping/nu-flyttar-kyrkorna-ihop-med-en-parad-om6486324.aspx. Läst 22 februari 2020.
6. ↑  Jonsson, Henrik (1 februari 2020). ”Tre församlingar under samma tak”. Folkbladet (Widar Andersson). https://folkbladet.se/bli-prenumerant/artikel/5lzk54ql/fb-2m2kr_s_22. Läst 22 februari 2020. [inloggning kan krävas]
7. ↑  [|Manfredh, Thomas] (3 februari 2020). ”Här flyttar tre frikyrkor ihop”. Dagen (Felicia Ferreira). https://www.dagen.se/nyheter/har-flyttar-tre-frikyrkor-ihop-1.1658294. Läst 22 februari 2020.
8. ↑  Hultman, Jan (4 mars 2023). ”Värdigt och vemodigt när anrika församlingen lägger ned”. Sändaren (Robert Tjernberg). Arkiverad från originalet den 8 mars 2023. https://web.archive.org/web/20230308075400/https://www.sandaren.se/nyhet/vardigt-och-vemodigt-nar-anrika-forsamlingen-lagger-ned. Läst 3 juni 2023.
9. ↑  Beskow Norgren, Susanna (7 mars 2023). ”Församlingen läggs ned: "Sorgligt och ett vemod"”. Folkbladet (Malin Perk). https://folkbladet.se/nyheter/norrkoping/artikel/forsamlingen-laggs-ned-sorgligt-och-ett-vemod/jv3y6pyl. Läst 3 juni 2023.
10. ↑  Tore Johansson, red (1991). Inventarium över svenska orglar: 1991:II, Frikyrkor II: Göteborgs & Bohus län, Älvsborgs län, Skaraborgs län, Värmlands län, Östergötlands län, Örebro län, Södermanlands län. Tostared: Förlag Svenska orglar. Libris 4108784